# 완도어촌민속전시관

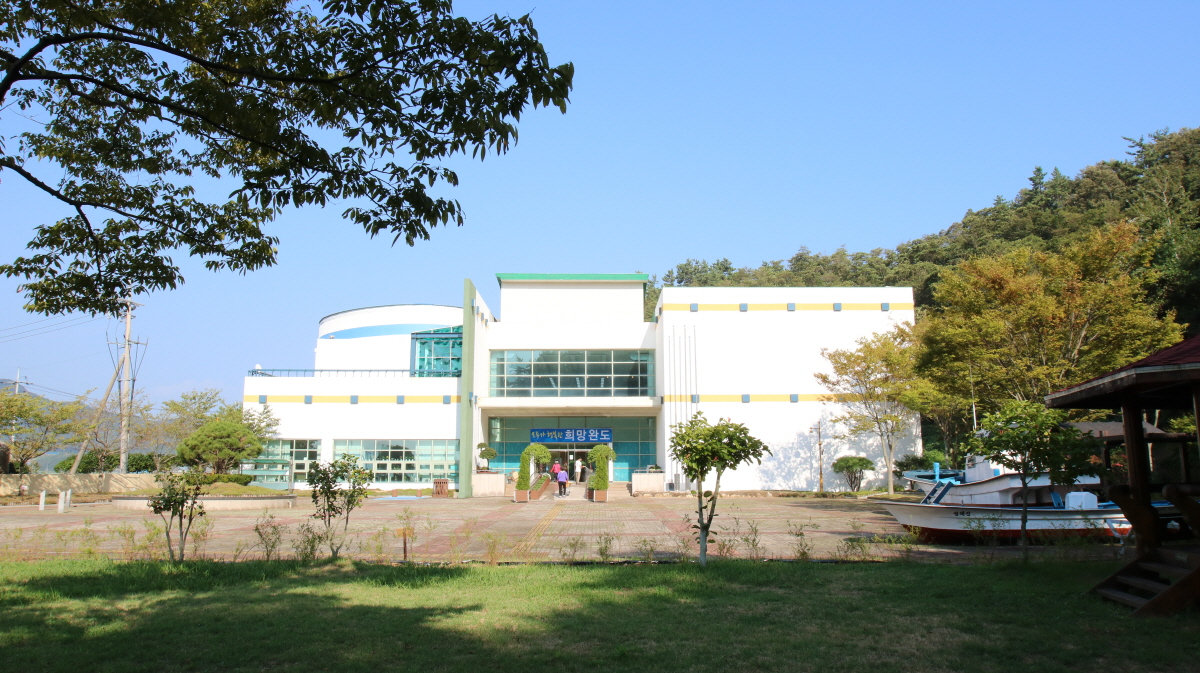
완도 어촌민속전시관

완도 어촌민속전시관(莞島 漁村民俗展示館)은 전라남도 완도군 완도읍 정도리(화홍포구 인근)에 있는 대한민국 최초의 어촌 전시관이다.

## 개요
완도 어촌민속전시관은 1996년 5월 15일 완도 장보고 축제가 처음 열릴 때 부대행사의 하나로 건물을 임대하여 세계 바다동·식물 전시관을 연 것이 시초가 되어 2002년 5월 17일 대한민국 최대 규모의 박물관 겸 전시관으로 정식 개관하였다. 전시관의 총면적은 11,084m²이며, 지하 1층 지상 2층 규모로 되어 있다. 1층에는 상징홀, 기획전시실, 제1전시실, 터치풀, 영상관, 카페테리아가 있고 2층은 제2전시실과 제3전시실이 있다.

## 전시 내용
- 제1전시실 : 어촌 가옥의 형태, 풍어제(豊漁祭) 등 어촌의 모습과 문화를 파악할 수 있는 전시물, 각종 어구의 사용법과 다양한 양식장의 모습을 단계별로 전시한다.
- 제2전시실 :  전통 어선(漁船)에서 현대의 무역선(貿易船)까지 여러 선박들의 모형을 전시한다.
- 제3전시실 : 대형 식인 조개를 비롯해 다양한 종류의 조개류와 희귀 산호, 실제 어류들을 박제로 꾸민 해저 서식층 모형과 인근 다도해에서 서식하는 어류 50여 종을 대형 수족관을 통해 전시한다
- 이 외에 기획전시실, 영상관, 터치풀 등이 있다.[1]